# Cirolana comata
Cirolana comata là một loài chân đều trong họ Cirolanidae. Loài này được Keable miêu tả khoa học năm 2001.